# Vehari (distrikt)

Karta över provinsen Punjab med distriktet Vehari markerat

Vehari, (urdu: ضلع وہاڑی), är ett distrikt i den pakistanska provinsen Punjab. Administrativ huvudort är Vehari.

## Administrativ indelning
Distriktet är indelat i tre Tehsil.
- Burewala Tehsil
- Mailsi Tehsil
- Vehari Tehsil